# De Lavalova mlaznica
De Lavalova mlaznica ili Lavalova sapnica je sapnica (mlaznica) koja služi za pretvorbu potencijalne energije stlačivih fluida (plinova ili para) u kinetičku energiju. Sapnicu čini strujni kanal, koji se u smjeru strujanja najprije suzuje (konfuzorski dio), a zatim proširuje (difuzorski dio). Zahvaljujući povećanju brzine fluida na suženome dijelu kanala (Venturijeva cijev), njome se mogu postići nadzvučne brzine strujanja. Ta je sapnica bitan dio u gradnji parnih i plinskih turbina, reaktivnih mlaznih i raketnih motora, te mlaznih kompresora.
De Lavalova mlaznica (ili kovergentno-divergentna mlaznica, CD mlaznica ili con-di mlaznica) je cijev koja je stegnuta u sredini, tako čineći oblik pješčanog sata. Ona se koristi kao sredstvo za ubrzavanje protoka plina ubrzavajući ga na nadzvučnu brzinu. Naširoko se koristi u nekim vrstama parnih turbina i bitan je dio modernog raketnog motora i nadzvučnih mlaznih motora.

## Povijest
Mlaznicu je razvio švedski izumitelj Gustaf de Laval 1897. za upotrebu na impulsnoj parnoj turbini.
Ovaj princip bio je korišten u raketnom motoru Roberta Goddarda, a ubrzo nakon toga svi moderni raketni motori koji rade na principu izgaranja vrućeg plina koriste de Lavalovu mlaznicu.

## Način rada
Njezin rad se oslanja na različita svojstva plinova koji teku podzvučnim i nadzvučnim brzinama. Brzina podzvučnog protoka plina će se povećati ako se cijev kroz koji prolazi plin sužava zato što je maseni protok konstantan. Protok plina kroz de Lavalovu mlaznicu je izentropski (entropija plina je gotovo konstantna). Kod podzvučnog protoka plin je kompresibilan; zvuk,  mali val pod tlakom, će se širiti kroz njega. Kod "grla", gdje je površina poprečnog presjeka minimalna, brzina plina lokalno postane zvučna (Machov broj = 1,0), to stanje se naziva ugušeni tok. Kako se poprečni presjek mlaznice povećava, plin se počinje širiti i protok plina se povećava na nadzvučnu brzinu, gdje se zvučni val neće moći širiti unazad kroz plin kao što se može vidjeti u okviru referenci za mlaznicu (Machov broj > 1,0).

### Uvjeti za rad
De Lavalova mlaznica gušit će se samo u grlu ako je tlak i maseni protok kroz mlaznicu dovoljan da bi dosegnuo zvučne brzine, inače se ne postiže nadzvučni protok i ona će djelovati kao Venturijeva cijev. Osim toga, tlak plina na izlazu proširenog dijela ispuha mlaznice ne smije biti prenizak. Budući da tlak ne može putovati uzvodno kroz nadzvučni tok, izlazni tlak može biti znatno ispod tlaka okoline u koji se ispuhuje, ali ako je previše ispod okolnog, tada će tok prestati biti nadzvučan, ili će se tok sortirati unutar proširenog dijela mlaznice, tako formirajući nestabilni mlaz koji može dovesti do oštećenja mlaznice. U praksi tlak okoline ne smije biti veći od otprilike 2 - 3 puta tlaka nadzvučnog plina na izlazu za nadzvučni tok koji izlazi iz mlaznice.

## Analiza protoka plina u de Lavalovoj mlaznici
Analiza protoka plina kroz de Lavalovu mlaznicu uključuje niz koncepata i pretpostavki:
- radi jednostavnosti, pretpostavlja se da je plin idealan;
- protok plina je izentropski (to jest, pri stalnoj entropiji). Kao rezultat protok je reverzibilan (bez trenja i disipativnih gubitaka), te adijabatski (to jest, ne gubi se niti dobiva toplinu);
- protok plina je konstantan (to jest stabilan) za vrijeme izgaranja goriva;
- protok plina je duž ravnu liniju od dotoka plina do izlaza ispušnog plina (to jest, uzduž os simetrije mlaznice);
- ponašanje protoka plina je kompresibilno jer je protok pri vrlo visokim brzinama.

### Brzina ispušnog plina
Kako plin ulazi u mlaznicu, on putuje podzvučnom brzinom. Kako se grlo steže, plin je prisiljen ubrzavati sve do grla mlaznice, gdje je površina presjeka najmanja, linearna brzina postaje zvučna. Od grla se površina presjeka povećava, plin se širi i linearna brzina postaje postepeno sve više nadzvučna. Linearna (pravocrtna) brzina izlaska ispušnih plinova može se izračunati pomoću sljedeće jednadžbe: [1] [2] [3]

{\displaystyle V_{e}={\sqrt {\;{\frac {T\;R}{M}}\cdot {\frac {2\;k}{k-1}}\cdot {\bigg [}1-(P_{e}/P)^{(k-1)/k}{\bigg ]}}}}
| gdje je: |                                                                       |
| Ve       | = Ispušna brzina na izlazu mlaznice (m/s),                            |
| T        | = apsolutna temperatura ulaznog plina (K),                            |
| R        | = plinska konstanta = 8 314,5 J/(kmol•K),                             |
| M        | = molekularna masa plina, kg/kmol (poznata i kao molekularna težina), |
| k        | = cp/cv = izentropski faktor širenja,                                 |
| cp       | = specifična toplina plina pri konstantnom tlaku,                     |
| cv       | = specifična toplina plina pri konstantnom volumenu,                  |
| Pe       | = apsolutni tlak ispušnih plinova na izlazu mlaznice, Pa,             |
| P        | = apsolutni tlak ulaznog plina (Pa).                                  |

Neke tipične vrijednosti brzina ispušnih plinova Ve za raketne motore koji sagorijevaju različita goriva su:
- 1,7 do 2,9 km/s (3 800 do 6 500 mph) za tekuće (eng. monopropellants)
- 2,9 do 4,5 km/s (6 500 do 10 100 mph) za tekuće (eng. bipropelants)
- 2,1 do 3,2 km/s (4 700 do 7 200 mph) za kruta goriva (eng. solid propelants)

Kao bilješka interesa, Ve se ponekad naziva i idealna brzina ispušnih plinova jer se temelji na pretpostavci da se ispušni plin ponaša kao idealni plin.
Kao primjer izračuna korištenjem gore navedene jednadžbe, pretpostavimo da su izgorivi plinovi goriva: na apsolutnom tlaku ulazeći u mlaznicu sa P = 7,0 Mpa i izlazeći iz raketne ispušne cijevi na apsolutnom tlaku od Pe = 0,1 Mpa; na apsolutnoj temperaturi T = 3 500 K; s faktorom izentropske ekspanzije k = 1,22 i molarnom masom M = 22 kg/kmol. Koristeći te vrijednosti u gore navedenoj jednadžbi dobivamo ispušnu brzinu Ve = 2 802 m/s ili 2,80 km/s što je u skladu s gore tipičnim vrijednostima.
Stručna literatura može biti vrlo zbunjujuća jer mnogi autori ne uspijevaju objasniti da li koriste univerzalni zakon plinske konstante R koja se odnosi na bilo koji idealni plin ili dali koriste zakon plinske konstante Rs koji se odnos na specifično određeni plin. Odnos između dviju konstanti je Rs = R/M. 

## Primjeri
Na primjer de Lavalova mlaznica koristeći vrući zrak pri tlaku 1 000 psi (6,9 Mpa ili 68 atm), temperaturu 1 470 K, imala bi pritisak od 540 psi (3,7 MPa ili 37 atm),  temperaturu 1 269 K pri grlu, te 15 psi (0,1 Mpa ili 1 atm), na izlazu mlaznice temperaturu od 502  K. Ekspanzijski omjer, površina presjeka mlaznice na izlazu podijeljena s površinom grla, bio bi 6,8. Specifični impuls bio bi 151 s (1 480 N • s / kg).

## Poveznice
- Pogon svemirske letjelice
- Raketni motor
- Mlaznice raketnog motora
- Venturijeva cijev
- Ugušeni tok
- Twister Supersonic Separator za obradu prirodnog plina
- Aktivni galaktički nukleus
- Povijest motora s unutarnjim izgaranjem